# Marcelo Leppe
Marcelo Adrián Leppe Cartes (* 3. August 1970) ist ein chilenischer Paläobiologe und Polarforscher. Seit 2018 ist er Direktor des Chilenischen Antarktisinstituts (Instituto Antártico Chileno, INACH).

## Leben
Marcelo Leppe studierte an der Universidad de Concepción und wurde dort in Biowissenschaften promoviert. Im September 2005 trat er eine Stelle als Paläontologe am Chilenischen Antarktisinstitut an. Von März 2012 bis zum Jahr 2016 leitete er die wissenschaftlicher Abteilung des Instituts. Seit 2015 ist er Präsident des Nationalen Komitees für Antarktisforschung (Comité Nacional de Investigaciones Antárticas, CNIA) und vertritt Chile im Wissenschaftlichen Ausschuss für Antarktisforschung (SCAR). 2018 wurde Leppe zum Direktor des Chilenischen Antarktisinstituts berufen. Seit dem 9. September 2022 ist er für eine Dauer von vier Jahren einer von vier Vizepräsidenten des SCAR.

## Werk
Leppe beschäftigte sich zunächst mit der Trias-Flora im Südwesten von Gondwana. In seiner heutigen wissenschaftlichen Arbeit konzentriert er sich auf die Untersuchung der Verbindungen zwischen Südamerika und der Antarktis im Erdmittelalter (insbesondere in der Kreidezeit) und den Ursprung der Biota im südlichen Südamerika.

## Ehrungen
Leppe Island in der Antarktis ist nach Marcelo Leppe benannt.

## Publikationen (Auswahl)
- Marcelo Leppe, Philippe Moisan: Nuevos registros de Cycadales y Cycadeoidales del Triásico superior del río Biobío, Chile. In: Revista chilena de historia natural. Band 76, Nr. 3, 2003, S. 475–484, doi:10.4067/S0716-078X2003000300011.
- Marcelo Leppe, Philippe Moisan, Eduardo Abad, Sylvia Palma-Heldt: Paleobotánica del Triásico Superior del valle del río Biobío, Chile: Clase Filicopsida. In: Revista Geológica de Chile. Band 33, Nr. 1, 2006, S. 81–107, doi:10.4067/s0716-02082006000100004.
- Wolfgang Stinnesbeck, Eberhard Frey, Marcelo Leppe Cartes: Friedhof der Fischsaurier. In: forschung. Band 34, Nr. 3, 2009, S. 20–23, doi:10.1002/fors.200990035.
- Nataly Glade-Vargas, Luis F. Hinojosa, Marcelo Leppe: Evolution of Climatic Related Leaf Traits in the Family Nothofagaceae. In: Frontiers in Plant Science. Band 9, 2018, doi:10.3389/fpls.2018.01073.
- L. M. A. Manríquez, E. L. C. Lavina, R. Guimaraes, R. Scalise-Horodyski, M. Leppe: Evolution of a high latitude high-energy beach system (Maastrichtian–Eocene, Magallanes/Austral Basin, Chilean Patagonia). In: Sedimentary Geology. Band 426, 2021, doi:10.1016/j.sedgeo.2021.106026.